# Хорхе Вильстерманн (футбольный клуб)
«Хо́рхе Ви́льстерманн» (исп. Club Jorge Wilstermann) — боливийский футбольный клуб из города Кочабамбы.

## История
Команда была образована 24 ноября 1949 года. По количеству чемпионских титулов занимает в Боливии третье место после «Боливара» и «Стронгеста» из Ла-Паса. Команда названа в честь боливийского лётчика Хорхе Вильстерманна.
«Хорхе Вильстерманн» является первым чемпионом Боливии — в 1958 году состоялся первый Национальный турнир, ранее в стране было несколько региональных чемпионатов, на основании которых в том числе формировалась и сборная Боливии. В 1959 году «авиаторы» повторили свой успех, а спустя год стали первым победителем нового турнира, Кубка Симона Боливара, который с 1960 по 1976 год выполнял роль национального чемпионата.
В 1963 году «Хорхе Вильстерманн» стал фактически базовым клубом сборной Боливии, которая добилась наибольшего успеха в своей истории, выиграв домашний чемпионат Южной Америки. Из 23 человек чемпионского состава шесть были игроками ХВ: Максимо Алькосер, Аусберто Гарсия, Хайме Эрбас, Хесус Эрбас, Ренан Лопес и Марио Сабалага.
После двух подряд чемпионских титулов в 1980 и 1981 годах «Хорхе Вильстерманн» не мог выиграть чемпионат Боливии на протяжении 19 лет. Уникальная ситуация произошла с клубом в 2010 году — несмотря на чемпионский титул в Апертуре, «Хорхе Вильстерманн» в Клаусуре занял предпоследнее место и вылетел из Профессиональной лиги Боливии, поскольку вылет осуществлялся по итогам двух сезонов — 2009 и 2010 годов. В 2011 году второй по титулам клуб Боливии провёл в региональной лиге, при этом выступая в Кубке Либертадорес. По окончании сезона 2011/12 «Хорхе Вильстерманн» добился права сыграть в переходных матчах (однако чемпионом Второго дивизиона клуб не стал). Обменявшись одинаковыми домашними победами (2:0) с «Гуабирой», в третьей игре ХВ сумел переиграть соперника 1:0 и вернуть себе место в Профессиональной лиге.

## Достижения
- Чемпион Боливии (профессиональные титулы) (14): 1958, 1959, 1960, 1967, 1972, 1973, 1980, 1981, 2000, 2006 (ЛТ), Ап. 2010, Кл. 2016, Ап. 2018, Кл. 2019
- Вице-чемпион Боливии (7): 1965, 1974, 1978, 1985, 1994, 1998, 2003 (Клаусура)
- Обладатель Кубка Аэросур / Сине Сентер (4): 2004, 2011, 2012, 2016